# アダル・スルタン国

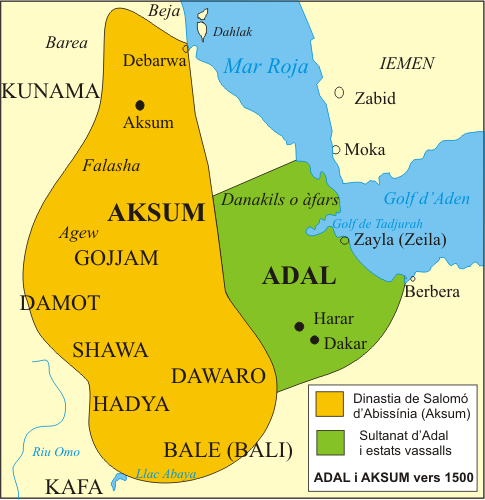
アダル・スルタン国。1500年頃。

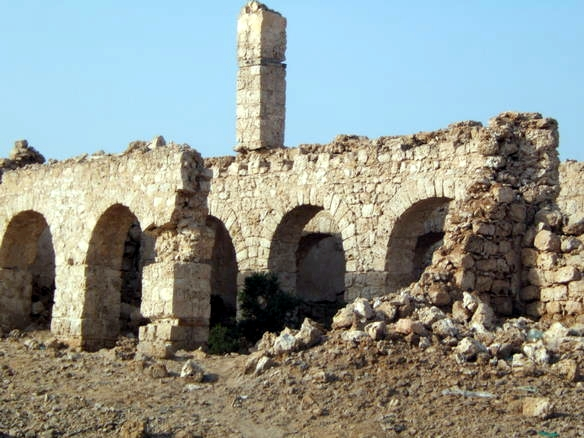
ソマリアのゼイラにあるアダル・スルタン国の遺跡

アダル・スルタン国（ソマリ語: Adaal, ゲエズ文字: አዳል ʾAdāl, アラビア語: عدل, 1415年頃 - 1559年頃）は、スルターンが統治するイスラーム教徒の王国で、今日のソマリア北部、ジブチ南部、エチオピアのソマリ州、オロミア州、アファール州のあたりにあった。中心都市は今はエチオピアのハラールのあたり。

## 建国の背景

### 民族
アダル・スルタン国に関する記述は、エチオピアの歴史やアラブ人の旅行記に時々出てくる程度であり、どの民族による国であるかさえ正確には分かっていない。ただし、アダル・スルタン国ができる前にこのあたりに来たモロッコの旅行家イブン＝バットゥータによると、後のアダル・スルタン国の主要都市のひとつとなるゼイラに住んでいたのは黒人であることから、住民はソマリ族であった可能性が高い。ただし16世紀始めに活躍したアダルの軍人アフマド・イブン・イブリヒム・アル＝ガジーはソマリ族ともオロモ人とも言われており、必ずしもソマリ族だけの国とも言えない。その言語は現地語とアラビア語の両方が使われていた。また、多くのイスラーム教徒の集団は、集団の創始者が聖地メッカ出身であるとの伝承を持っており、アラブ系の住民がいた可能性も高い。

### 地理的状況
キリスト教国であるエチオピアとイスラーム勢力との間では13世紀以降、争いが続いた。これには複雑な事情がある。まず、エチオピアは古くは北方のアクスムに根拠地があってダフラク諸島経由で輸出を行っていたが、13世紀以降は拠点をシェワに移し、港湾都市ゼイラを使って貿易をしていた。このルートでは物品の輸送をイスラーム系住民に委ねざるを得ず、両者は共存関係にあった。一方、エチオピア皇帝はイスラーム諸都市から土地を奪ってキリスト教会に寄進したため、本来なら人心を得るための手段であるはずのキリスト教が、いわば帝国の手先の格好になってしまい、これらの土地の住民がキリスト教化することはついになかった。両者はしばらくは共存の形を取っていたが、15世紀のエチオピア皇帝ザラ・ヤコブは強大な王権を使って周辺勢力を武力で従えたため、一方でエチオピア帝国は疲弊してしまい、一方でイスラーム勢力はエチオピアへの抵抗をジハード（正義の戦い）と位置づけてしまい、対立は決定的となった。結局、規模の大小はあるにせよ、17世紀にエチオピアが鎖国するまで両者の争いは続いた。

## 歴史
13世紀に建国したエチオピア帝国はシェワを首都とし、その東部にあるイファトを中心とするイスラーム地域を属国としていた。しかし、たびたび反乱を繰り返すため、エチオピア皇帝は15世紀始めにイファトのスルタンであったワラシュマ家の当主サアド・アドディンを殺し、ワラシュマ家はイエメンへと逃亡した。
しかし、エチオピアは紅海経由での貿易のためにイスラーム商人の助けを借りざるを得ず、いつのまにかワラシュマ家も戻って、アダルを中心とする国を作った。これがアダル・スルタン国である。ただし、強力な中央集権国家というわけではなく、いくつかの部族をワラシュマ家が取りまとめるといういわば連邦制の国家であった。
15世紀のエチオピア皇帝ザラ・ヤコブは強大な王権を持ち、周辺敵対勢力の多くを武力で従えた。アダルともまた戦闘になり、1445年にダワロでアダルの軍を破って当主バドレイ・イブン・サアド・アドディンを殺し、以後は再び属国とした。ただし、ワラシュマ家による統治は当主をムハンマド・イブン・バトレイにすることで引き続き認めた。
1468年にエチオピア皇帝ザラ・ヤコブが死ぬと、帝位は20歳のバエダ・マリアム1世が継いだ。バエダ・マリアムは周辺に対して懐柔政策を取ったため、武力で抑えられていた周辺諸国はかえって反乱を起こし、バエダ・マリアムの治世にエチオピア軍はアダルの軍に大敗している。さらにはバエダ・マリアムが、治世わずか10年で死んでしまい、後継者争いの結果、帝位はわずか7歳のエスケンデルが継ぐなどの混乱があって、エチオピアの影響力は大きく低下した。しかしながら、全体としてはエチオピアとアダルとの争いが少ない時期であった。
1527年頃、イマーム（宗教指導者）で軍人のアフマド・イブン・イブリヒム・アル＝ガジーがスルターンに代わってアダルを支配し、エチオピアとの戦争になった。アダル側はオスマン帝国からマスケット銃を調達し、エチオピアはポルトガルから助力を得ての戦いとなった。緒戦は圧倒的にアダルに優位に進み、1529年、皇帝ダウィト2世自ら率いるエチオピア軍をシムブラ・クレの戦いで破り、エチオピア高原の支配権を握った。ようやく1542年になってポルトガルからの援軍が到着したが、8月のウォフラの戦いでポルトガル軍は大敗し、軍司令官だったクリストヴァン・ダ・ガマも捕らえられて処刑された。それでも翌1543年2月21日にポルトガル・エチオピア連合軍はタナ湖周辺のワイナ・ダガの戦いでアダル軍を破り、アフメド・イブラヒム・ガジは戦死した。さらに1559年、アダルはオロモの軍にも敗退して大きく弱体化した。
この戦いの後、エチオピア帝国もまた国力が落ち、エチオピア高原ではオロモ人の勢力が徐々に強まっていった。